# مارتا باستیانلی
مارتا باستیانلی (انگلیسی: Marta Bastianelli؛ زادهٔ ۳۰ آوریل ۱۹۸۷) دوچرخه‌سوار اهل ایتالیا است.
وی در مسابقات کشوری و بین‌المللی در مجموع برندهٔ ۲ مدال طلا، ۱ مدال نقره شده‌است.